# 선승우
선승우(1991년 4월 26일 ~ )는 대한민국의 축구 선수로, 포지션은 공격수이다.